# Sivaji Rao Holkar
Maharajadhiraja Raj Rajeshwar Sawai Shri Sir (Bala Sahib) Sivaji Rao Holkar XII Bahadur (Indore 11 de novembre de 1859- Maheshwar 13 d'octubre de 1908) fou maharaja d'Indore. Era fill de Tukoji II Rao Holkar i de Maharani Shrimant Akhand Soubhagyavati Parvati Bai Sahiba, i va succeir al seu pare quan aquest va morir el 17 de juny de 1886. Al pujar al tron el maharaja va abolir totes les taxes pel trànsit. Va visitar Anglaterra el 1887 per assistir a les celebracions de les bodes d'or de la reina-emperadriu, i fou fet cavaller comanador de l'orde de l'estrella de l'Índia el 20 de juny de 1887.
La seva administració fou deficient. El resident separat per Indore havia estat suprimit el 1854, però des de 1899 va caler nomenar un nou resident específic per la millor supervisió de l'estat. La moneda de l'estat fou substituïda el 1902 per la moneda de l'Índia Britànica.
Va abdicar el 31 de gener de 1903 en el seu fill Tukoji III Rao Holkar, que era menor d'edat (nascut el 1890.
Es va casar el 1865 amb Maharani Shrimant Akhand Soubhagyavati Girja Bai Sahib Holkar, més tard amb Maharani Shrimant Akhand Soubhagyavati Chandrabhaga Bai Sahib Holkar, i encara després amb Maharani Shrimant Akhand Soubhagyavati Sita Bai Sahib Holkar.
Va morir a Maheshwar el 13 d'octubre de 1908. Va tenir dos fills i sis filles.